# Ingemar Nyman
Ingemar Nyman, född 26 februari 1951 i Luleå, Norrbotten, var en svensk friidrottare (höjdhopp) och före detta generalsekreterare i Svenska Friidrottsförbundet. Han gjorde höjdhoppen i filmatiseringen av Lars Molins bok Höjdhoppar'n'.
Nyman jobbade under många år för LHIF, Luleå Högskolors Idrottsförening. Han arbetar sedan 1 april 2003 som idrottschef på Svenska Golfförbundet.

## Meriter
- SM-silver i höjdhopp (1973, 1974 och 1975)
- SM-brons i höjdhopp (1972, 1976 och 1977)